# 屯城东岳庙
屯城东岳庙，位于山西省晋城市阳城县县城东15公里润城镇屯城村东的卧虎山脚下，建于金代。正殿前檐石柱上有精美的线刻图案。
1986年8月18日，屯城东岳庙公布为山西省文物保护单位。